# Michal Čupr
Michal Čupr (* 23. prosince 1991 Ústí nad Labem) je český šermíř, kordista.
V roce 2009 se stal juniorským mistrem Evropy v soutěži jednotlivců. Na Letních olympijských hrách 2024, kam odcestoval jako náhradník a do individuální soutěže nezasáhl, vybojoval s českým družstvem (Jiří Beran, Jakub Jurka, Martin Rubeš) bronz. Ani v soutěži družstev původně nestartoval, avšak v boji o cenný kov absolvoval jeden souboj, ve kterém nahradil Rubeše.
V roce 2016 absolvoval bakalářské studium geografie na Přírodovědecké fakultě Univerzity Jana Evangelisty Purkyně v Ústí nad Labem a následně roku 2019 také bakalářské studium fyzioterapie na Fakultě zdravotnických studií téže univerzity. V roce 2024 pracoval jako fyzioterapeut v Teplicích.